# La Garriga (Abella de la Conca)

La Garriga, respecte del terme d'Abella de la Conca

La Garriga és una partida rural del terme municipal d'Abella de la Conca, a la comarca del Pallars Jussà.
Està situada a la part sud-occidental del terme, prop del límit amb Isona i Conca Dellà i de la carretera L-511, d'Isona a Coll de Nargó.
Està formada per les parcel·les 72, 103, 104, 114 a 118, 120 a 123, 125, 189 a 192, 196 a 200, 203 a 221 i 451 del polígon 1; consta de 56,8510 hectàrees de conreus de secà i d'ametllerars, amb algun oliverar, i amb zones ermes per a pastures, i altres de bosquina, matolls i terres improductives.